# Цорлеско (Лоди)
Цорлеско је насеље у Италији у округу Лоди, региону Ломбардија.
Према процени из 2011. у насељу је живело 1684 становника. Насеље се налази на надморској висини од 61 м.